# Николај Кудрјавцев
Николај Александрович Кудрјавцев (рус. Никола́й Алекса́ндрович Кудря́вцев; Опочка, 21. октобар 1893 — Лењинград, 12. децембар 1971) био је истакнути совјетски и руски геолог, петрохемичар, доктор геолошких наука и један од аутора хипотезе о абиогеном пореклу нафте и других фосилних горива. Према његовој теорији која је била широко прихваћена у совјетским научним круговима, фосилна горива воде порекло од небиолошких угљоводоника који су депоновани дубоко у унутрашњости литосфере и у мантлу.
Школовао се на Лењинградском рударском институту који је са успехом завршио 1922. године, а 1936. године стекао је титулу доктора геологије и минеарологије. Због активног учешћа у борбама против Нациста током Другог светског рата додељен му је Орден Лењина на ленти.
Спроводио је бројна истраживања геолошка истраживања која су довела до откривања нових нафтних поља у средњој Азији, околини Грозног на Кавказу, и у другим деловима Совјетског Савеза.
Због неслагања са совјетскм властима током тридесетих година 20. века био је протеран у Сибир и неколико година је провео заточен у гулазима.